# مکلین آرباکل

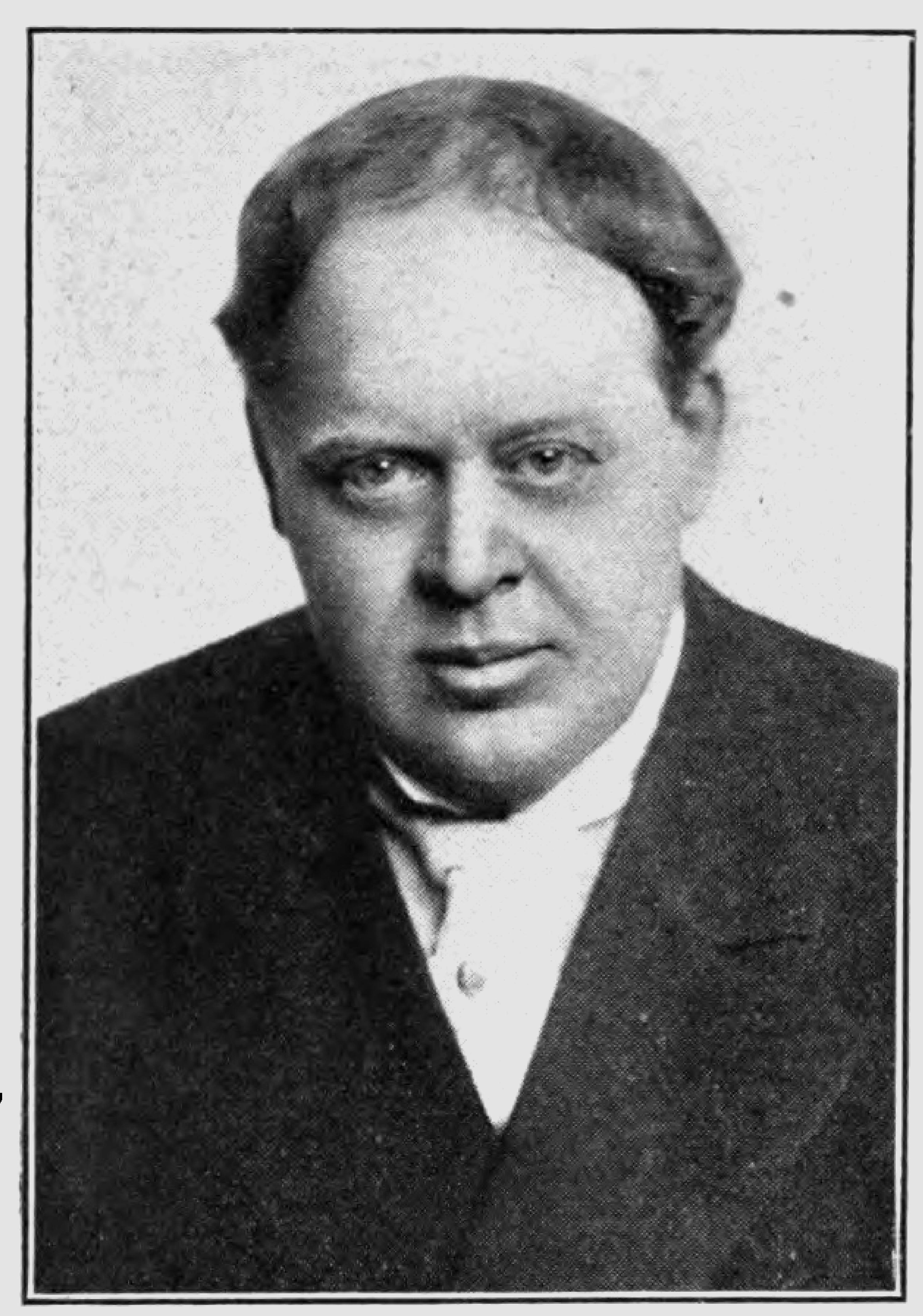

مکلین آرباکل (انگلیسی: Macklyn Arbuckle؛ ‏ ۹ ژوئیهٔ ۱۸۶۶ – ۱ آوریل ۱۹۳۱) بازیگر اهل ایالات متحده آمریکا بود.